# Live A Live
Live A Live – gra z gatunku jRPG stworzona przez firmę Square i wydana w 1994 roku na konsolę Super Nintendo.
Live A Live nie można nazwać znaną grą; jej premiera przebiegła w cieniu innego hitu firmy Square, powszechnie znanego Chrono Trigger. Została oficjalnie wydana jedynie w Japonii, ale od czasu stworzenia w roku 2001 fanowskiego tłumaczenia anglojęzyczni gracze mają okazję ją docenić; jak wynika z recenzji i komentarzy, ogromna większość ludzi, która się z Live A Live zetknęła, ocenia ją bardzo pozytywnie, głównie ze względu na oryginalną fabułę, klimat i różnorodność dostarczanych emocji, podkreślanych przez muzykę Yōko Shimomury.

## Fabuła
Rozpoczynający grę nie wie o fabule niczego; daje mu się jedynie wybór jednej z siedmiu postaci, które reprezentują 'rozdziały' gry. Każdy z tych rozdziałów odbywa się w innej epoce historycznej. Jest na przykład rewolwerowiec z Dzikiego Zachodu, młody zapaśnik z czasów współczesnych czy też człowiek pierwotny. Każdy z rozdziałów cechuje zupełnie inny klimat, tematyka i sposób przejścia. Po pokonaniu jednego etapu, podczas którego gracz lepiej poznaje osobowość i sposób działania swojego bohatera, może zająć się następnym. Kolejność przechodzenia rozdziałów nie ma znaczenia, ale wiele z działań gracza ma pewien wpływ na dużo późniejsze etapy Live A Live.
Gra jest znana z dramatycznych zwrotów akcji.

## System walki
System walki posiada cechy taktycznego, turowego RPG. Wszystkie potyczki odbywają się na planszy podzielonej na 49 kwadratowych pól. Nowością jest, że żadna z postaci nie ma tzw. many czy też inaczej punktów magii. Nie ma też standardowych w grach tego typu komend, jak 'Walcz' czy 'Broń się', są za to różne umiejętności zdobywane wraz z doświadczeniem postaci. Podczas jednej walki można używać nieskończenie wiele takich umiejętności, należy tylko pamiętać, że zazwyczaj ich siła i skuteczność są wprost proporcjonalne do czasu wykonania, mierzonego w turach.
Kolejnym ewenementem jest brak konieczności leczenia czy ożywiania poległych postaci po bitwie. Po każdej wygranej walce cała drużyna wraca do pełni sił.